# Moritz Böhringer
(en) Statistiques sur pro-football-reference
Moritz Wilhelm Böhringer, né en 1993 à Stuttgart, est un joueur allemand de football américain.

## Biographie
Wide receiver, il joue aux Unicorns de Schwäbisch Hall en championnat d'Allemagne de football américain en 2015.
Il est sélectionné à la 180e place de la draft 2016 de la National Football League par les Vikings du Minnesota. Sa sélection tardive est cependant historique puisqu'il devient ainsi le premier joueur européen à être sélectionné dans la draft de la NFL sans avoir joué au football américain universitaire aux États-Unis.
À l'origine de sa vocation dans ce sport, il découvre une vidéo du running back Adrian L. Peterson sur YouTube ; ce dernier sera son équipier dans l'équipe des Vikings.